# اليوم العالمي للتوعية بالضوضاء
اليوم العالمي للتوعية بالضوضاء هو حملة عالمية، أسسها مركز السمع والتواصل (CHC) في عام 1996، بهدف زيادة الوعي بتأثيرات الضوضاء على رفاهية وصحة الناس. تؤثر الضوضاء على الناس بعدة طرق، ولكن الصمم والإزعاج فقط هما ما يحظيان بالاهتمام الفعلي من عامة الناس. في جميع أنحاء العالم، يتم دعوة الناس للمشاركة من خلال إجراءات مختلفة في هذه المناسبة: أيام مفتوحة للاستماع إلى خبراء الصوت، ومحاضرات في أقسام الصحة العامة والجامعات والمدارس، ولجان الخبراء، وإجراءات قياس مستوى الضوضاء، والقراءات.
يتم الاحتفال بهذا اليوم في آخر يوم أربعاء من شهر أبريل من كل عام. ويتم تنظيم أنشطة تهدف إلى خلق التركيز ليس فقط على الضوضاء، ولكن أيضا على وسائل الحد من مستويات الضوضاء، في عدد من البلدان في جميع أنحاء العالم، بما في ذلك البرازيل، وتشيلي، وألمانيا، وإيطاليا، وإسبانيا والولايات المتحدة. وفي السنوات الأخيرة، شهدت آسيا أحداثاً مماثلة، بما في ذلك سنغافورة وأستراليا.

## روابط خارجية
- التوعية: الآثار الصحية للضوضاء. ما وراء الإزعاج
- اليوم العالمي للتوعية بالضوضاء في البرازيل نسخة محفوظة 2016-01-17 على موقع واي باك مشين.
- اليوم العالمي للتوعية بالضوضاء في ألمانيا
- اليوم العالمي للتوعية بالضوضاء في إيطاليا
- الرابطة الصوتية الأوروبية نسخة محفوظة 2017-07-08 على موقع واي باك مشين.
- استطلاع رأي حول الدولة الأكثر ضوضاء في العالم[وصلة مكسورة]
- اليوم العالمي للتوعية بالضوضاء نسخة محفوظة 2016-03-04 على موقع واي باك مشين.
- مشروع الاستماع العالمي
- مركز السمع والتواصل - اليوم العالمي للتوعية بالضوضاء
- الجمعية الأمريكية لعلم النطق واللغة والسمع
- حملة "اجعل الاستماع آمنًا" - المملكة المتحدة
- موارد مركز مكافحة الأمراض والوقاية منها لليوم العالمي للتوعية بالضوضاء، 2021